# April 2014
| April 2014 |
| Månader under 2014: Januari · Februari · Mars · April · Maj · Juni · Juli · Augusti · September · Oktober · November · December ← December 2013 · Januari 2015 → |

## Händelser

### 4 april
- Stora skogsbränder härjar i områden runt Mullsjö och Sandhem i Västergötland. Branden har orsakats av gnistor från tåg och stora delar av tågtrafiken stoppas därför.[1]
- Tiotusentals människor protesterar i Bahrain, då de kräver reformer och frigivningen av fångar.

### 5 april
- Presidentval hålls i Afghanistan, vilket blir första gången i landets historia, som makten avgörs på demokratisk väg.

### 7 april

Heartbleed.

- Datorbuggen Heartbleed – som drabbade det öppna källkodskrypteringsbiblioteket OpenSSL, använt av cirka en halv miljon webbservrar[2] – offentliggörs[3][4]
- Tre poliser från Uppsalapolisen skjuter med flera skott den 34-årige Mesut Sahindal till döds i Uppsala efter att mannen har hotat poliserna med två knivar. De tre poliser är föremål för en förundersökning om vållande till annans död.[5]

### 9 april
- När Jimmie Åkesson kommer till Malmö protesterar brandmän och sjuksköterskor mot att han besöker platserna.

### 11 april
- 20 musikelever från Jönköping skadas när deras buss välter vid den polska staden Wrocław. En amerikansk medpassagerare skadas svårt.

### 12 april
- En 2 000 år gammal grav hittas vid en arkeologisk undersökning under en planerad gång- och cykelväg i sörmländska Nykvarn.

### 14 april
- Nära 200 människor dödas då flera fullsatta bussar exploderar i Nigerias huvudstad Abuja.[6]

### 16 april
- Ett flygfält i Kramatorsk som tidigare hållits av proryska grupper återtas av ukrainsk militär. Samma dag inträffar strider mellan ukrainska soldater och ryska soldater. Den ryske presidenten Vladimir Putin håller då ett tal då han säger att Ukraina står på gränsen till inbördeskrig.[7]
- Två personer omkommer, medan 180 räddas då en färja förliser söder om Sydkoreas sydkust.[8]

### 19 april
- Tre personer skadas när en Finlandsfärja kolliderar med en mindre taxibåt utanför Kapellskär.[9]

### 22 april
- Två personer skjuts ihjäl och flera skadas då en gängträff spårar ur i Norrköping.[10]

### 23 april
- Sydsvenskan och Helsingborgs Dagblad meddelar att man skrivit på en avsiktsförklaring som ska leda till att Sydsvenskan köper HD.[11]

### 29 april
- En ringformig solförmörkelse inträffar.
- Belgiens kung Philippe och fru besöker Sverige.
- 50 Mumier hittas i en arkeolog utgrävning i Egypten. Bland de hittades nyfödda barn mumifierade. Mumierna tros ha kunglig börd och kan vara söner till Thutmosis III  Fyndet gjordes i Konungarnas dal i staden Luxor.[12].
- biokraftvärmeverket i Örtofta invigs[13].

### 30 april
- Presidentval hålls i Irak där stora oroligheter inträffar. Runt 60 människor dödas vid flera terroristattacker på vallokaler runt om i landet[14].